# L'Empreinte (La Patrouille des Castors)
 (octobre 2023).
Si vous disposez d'ouvrages ou d'articles de référence ou si vous connaissez des sites web de qualité traitant du thème abordé ici, merci de compléter l'article en donnant les références utiles à sa vérifiabilité et en les liant à la section « Notes et références ».
L'Empreinte est la trente-et-unième histoire de la série La Patrouille des Castors de Mitacq. Elle est publiée pour la première fois dans le no 2392 du journal Spirou. Puis est publiée dans l'album du même nom en 1984.